# Vața de Sus
Vața de Sus – wieś w Rumunii, w okręgu Hunedoara, w gminie Vața de Jos. W 2011 roku liczyła 273 mieszkańców.